# Боцвадзе, Зейнаб
Зейнаб Боцвадзе (13 августа 1944, Тбилиси — 6 июля 1994, Москва) — советская грузинская актриса. Заслуженная артистка Грузинской ССР (1981).

## Биография
Родилась в 1944 году в Тбилиси, Грузинская ССР.
В 1968 году окончила актёрский факультет Театрального института имени Шота Руставели.
Будучи студенткой первого курса в 1963 году приняла участие в спектакле Государственного театра имени Шота Руставели и с тех пор до конца своей жизни была актрисой этого театра, на сцене которого исполнила множество ролей.
Её кинокарьера началась ещё раньше — в 1960 году, когда ей было 14 лет, режиссёр Нана Мчедлидзе увидела её на улице и предложила сняться в короткометражном фильме «Скорый поезд», исполнив крошечный эпизод, где герой фильма выходя из поезда видит девочку и говорит ей: «Привет, девочка». Всего снялась в более 20 фильмах, в том числе сыграла сестру главного героя фильма «Мимино» (1977).
Настоящий успех у зрителей и признание критиков получила в середине 1980-х годов после выхода во всесоюзный прокат кинокартины Тенгиза Абуладзе «Покаяние», где она сыграла одну из главных ролей – дочь «врага народа» Кэтеван Баратели.
В основном она была занята в характерных ролях второго плана, но всегда ярких и запоминающихся. Для актерского искусства Боцвадзе были характерны хорошие навыки преобразования, выразительная пластика, театральность, вкус и природный комизм.
В 1981 году присвоено звание Заслуженной артистки Грузинской ССР.
Умерла в 1994 году в Москве. Похоронена в Тбилиси на Сабурталинском кладбище.

## Память
В 1995 году её именем названа улица в Тбилиси — «Улица Зейнаб Боцвадзе», бывший Адлерский переулок.
В 2015 году в «Саду Бессмертных» Дворца искусств Грузии был открыт барельеф Зейнаб Боцвадзе работы скульптора Левана Вардосанидзе.

## Фильмография
- 1960 — Скорый поезд (к/м) — девочка
- 1961 — Клад — Фунду
- 1961 — Под одним небом (новелла «Фреска») — Лейла
- 1963 — Палиастоми — Фати
- 1972 — Саженцы — мама Кахи
- 1976 — Дневник Карлоса Эспинолы — эпизод
- 1977 — Мимино — Екатерина Мизандари, 'Като', сестра Валико
- 1981 — Дом Бернарды Альбы — Ангустиас, дочь Альбы
- 1982 — Начало пути — эпизод
- 1982 — Необыкновенный рейс (к/м) — пассажирка
- 1982 — Печальный горн — жена Карсанидзе
- 1983 — Голубые горы, или Неправдоподобная история — Лали
- 1984 — Белая роза бессмертия — Названая мать
- 1984 — Покаяние — Кетеван Баратели
- 1984 — Понедельник — день обычный — Сусана Мелитоновна, заведующая детсадом
- 1985 — Господа авантюристы — Нино, учительница немецкого
- 1989 — Поездка в Висбаден — госпожа Розелли, мать Джеммы
- 1989 — Турандот — актриса
- 1994 — Колыбельная / იავნანა (Грузия) — дама в чёрном